# Friedhelm Jesse
Friedhelm Jesse (* 11. Mai 1936 in Herne; † 5. Juni 2025) war ein deutscher Fußballtorwart.

## Karriere

### Jugend in Herne (bis 1961)
Friedhelm Jesse wuchs in der Ruhrgebietsstadt Herne auf und begann in der Jugendmannschaft des dort angesiedelten Klubs SV Fortuna 31 Herne mit dem Fußballspielen. Der Torwart galt zu dieser Zeit als großes Talent, gehörte der Jugendkreisauswahl an und wurde mit dieser Westfalenmeister. Vom SV Fortuna aus schaffte er den Sprung zum größeren Stadtrivalen Westfalia Herne, der ab 1954 in der damals höchsten Spielklasse Oberliga West antrat. Allerdings besaß die Westfalia mit Hans Tilkowski eine Nummer eins für das Tor, die von 1957 an regelmäßig für die deutsche Nationalelf auflief. Dementsprechend schwer hatte es Jesse, hinter Tilkowski Fuß zu fassen. Trotz seines großen Talents hatte er somit keine Perspektive in der Mannschaft.

### Zeit in Meiderich (1961–1965)
Im Sommer 1961 war es mit dem Meidericher SV ein Rivale aus der Oberliga West, der sich die Dienste des damals 25-jährigen Torwarts sicherte. Beim MSV erhielt er sofort die Rolle des Stammtorwarts und absolvierte am 6. August 1961 bei einem 1:1-Unentschieden gegen Alemannia Aachen seine erste Partie für den neuen Arbeitgeber. Im weiteren Saisonverlauf verpasste er keine einzige Begegnung. Er hatte 58 Oberligaspiele für Meiderich bestritten, bevor sich der Verein 1963 für die neugegründete Bundesliga qualifizierte. Mit Manfred Manglitz wurde ihm ein Konkurrent an die Seite gestellt, der das Vertrauen des neuen Trainers Rudi Gutendorf erhielt und Jesse von der Position zwischen den Pfosten verdrängte. Fortan war Manglitz der neue unumstrittene Torwart, sodass Jesse in der Saison 1963/64 auf keinen Einsatz kam, als der MSV die Vizemeisterschaft errang. Auch danach spielte er keine Rolle, was dazu führte, dass er Meiderich 1965 verließ, ohne an einem Bundesligaspiel teilgenommen zu haben.

### Europapokal mit Spora (nach 1965)
Nach seinem Abschied aus der Bundesliga folgte 1965 der Wechsel ins Ausland, als er bei Spora Luxemburg unterschrieb. Bei der von Spielertrainer Victor Nurenberg geführten Mannschaft avancierte er zum Stammtorwart und debütierte einige Monate nach seiner Ankunft im europäischen Wettbewerb, als er am 22. September 1965 bei einer 0:1-Niederlage gegen den SC Aufbau Magdeburg im Europapokal der Pokalsieger auf dem Platz stand. Eine Niederlage im Rückspiel brachte das Ausscheiden mit sich. 1966 wurde er mit Spora luxemburgischer Pokalsieger und durfte daher erneut in dem Wettbewerb antreten, wobei die Elf wieder in der ersten Runde ausschied. Außerdem spielte er mit der Mannschaft im Messestädte-Pokal 1967/68, musste bei zwei Partien gegen Leeds United aber insgesamt 16 Mal hinter sich greifen.
Wenig später folgte das Ende seiner aktiven Laufbahn. Jesse kehrte in seine Heimat im Ruhrgebiet zurück und begann mit einer Arbeit als Trainer, als welcher er von 1971 bis 1973 für den BV Herne-Süd arbeitete. Dazu schloss er sich der Altligamannschaft von Westfalia Herne an und blieb dieser langjährig treu.

## Tod
Im Juni 2025 starb er im Alter von 89 Jahren.